# Sở Giao dịch Chứng khoán Thâm Quyến

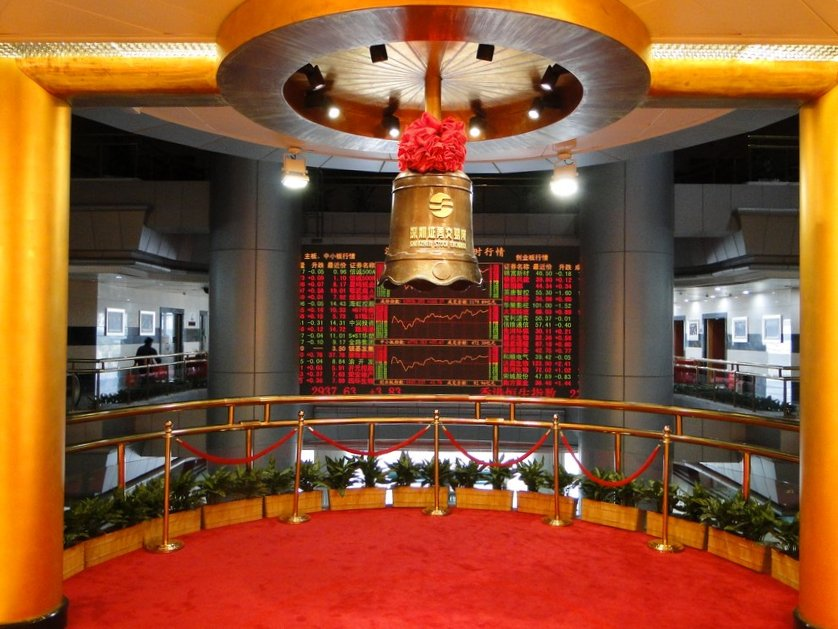
Bên trong Sở Giao dịch Chứng khoán Thâm Quyến

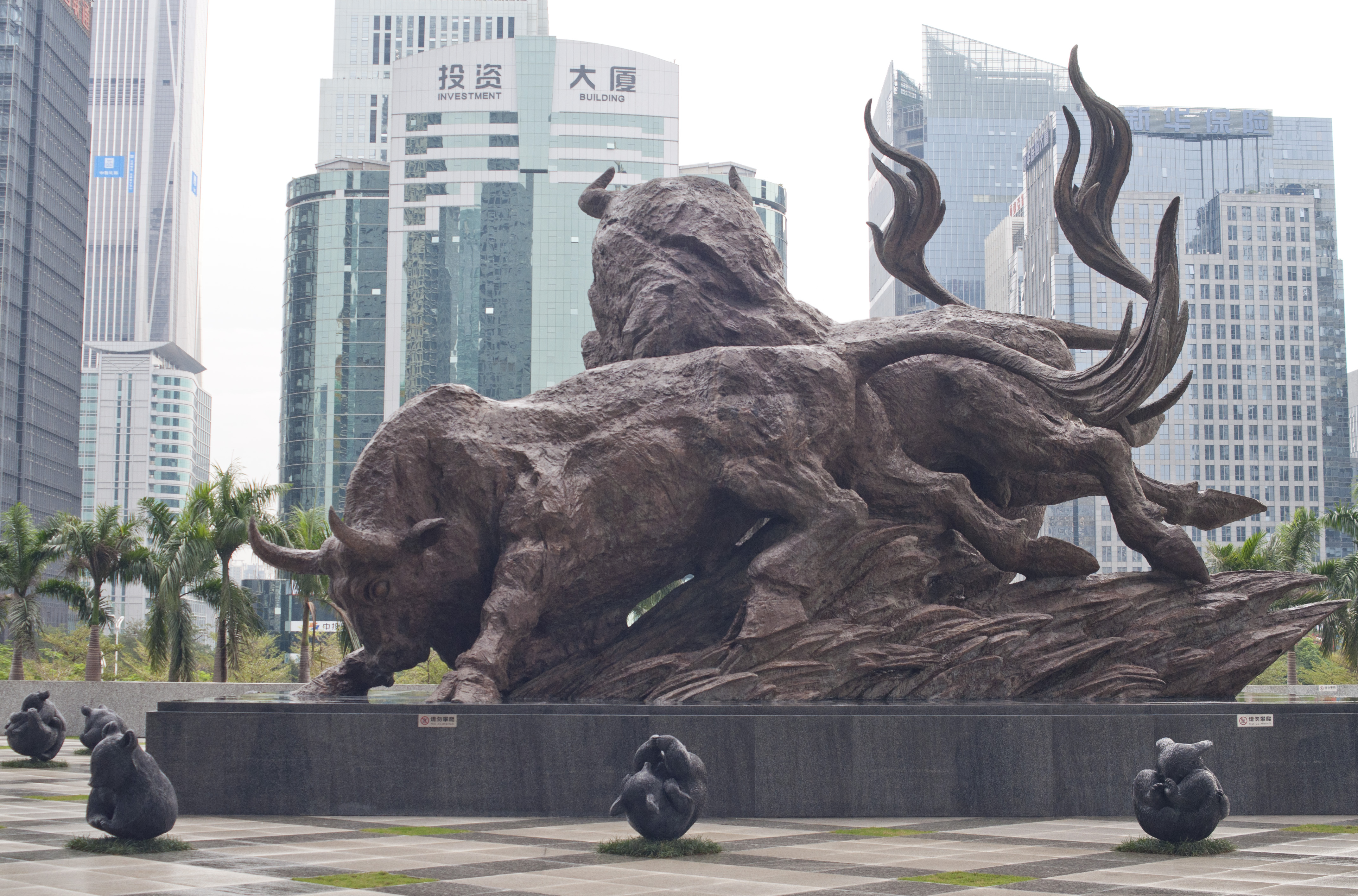
Phía trước Sở Giao dịch Chứng khoán Thâm Quyến

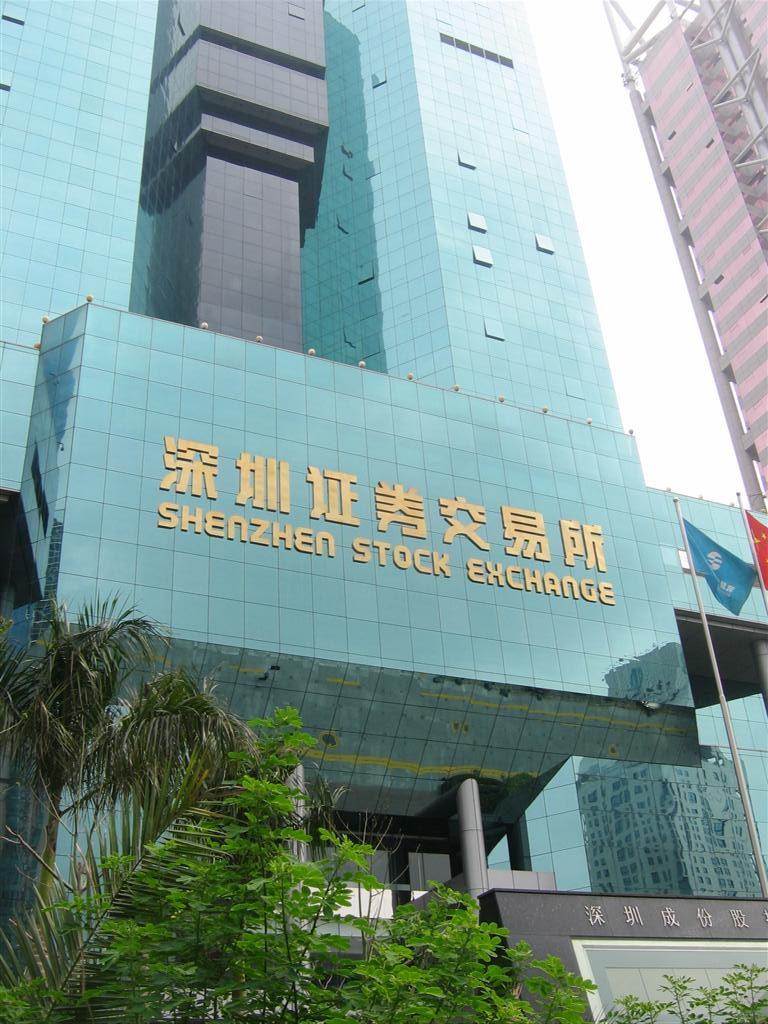
Địa điểm cũ Sở Giao dịch Chứng khoán Thâm Quyến

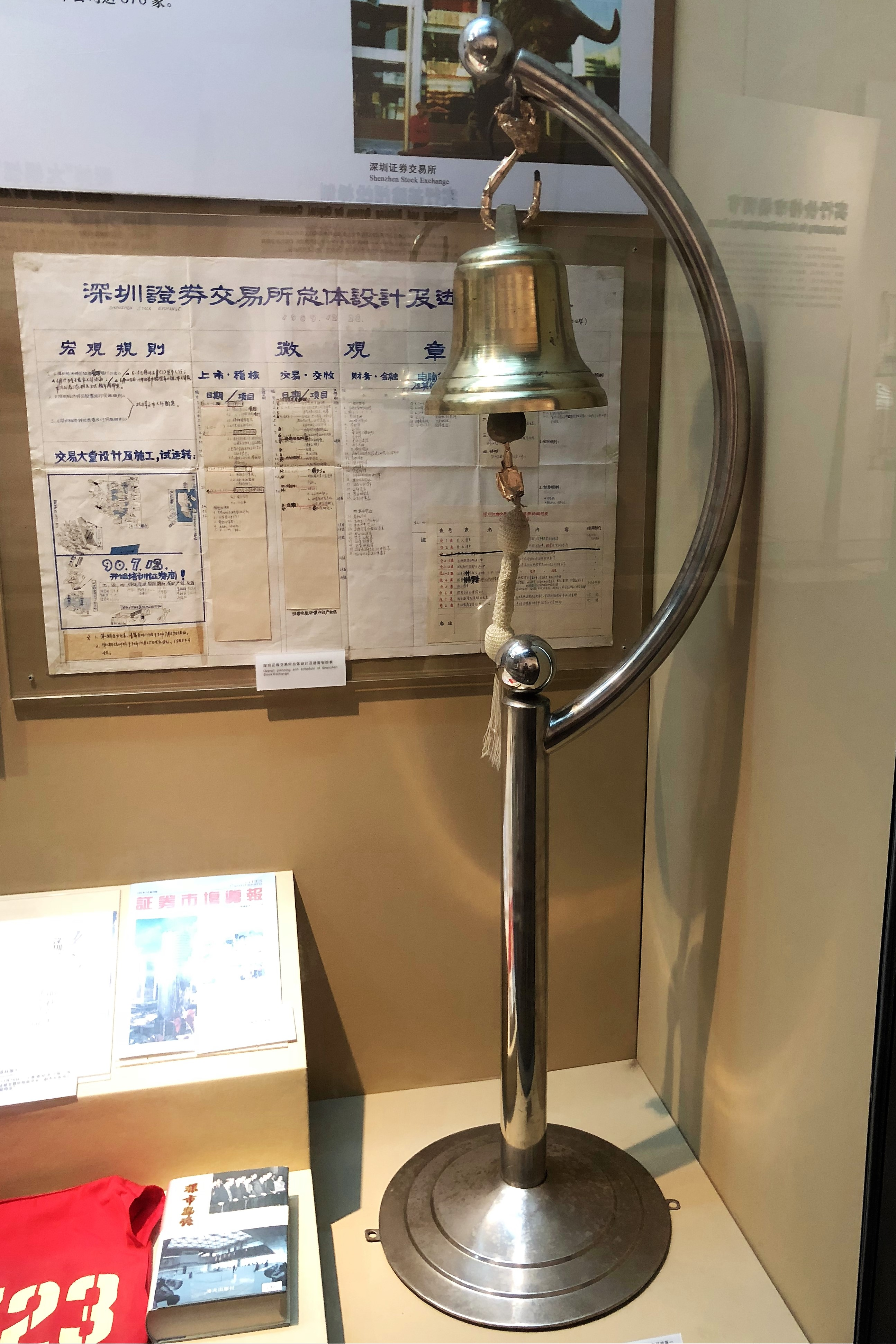
Ngày 22 tháng 11 năm 1990, chuông giao dịch đầu tiên của chứng khoán Trung Quốc reo lên. Đây là chuông mở phiên giao dịch của Sở Giao dịch Chứng khoán Thâm Quyến.

Sở Giao dịch Chứng khoán Thâm Quyến (SZSE; tiếng Trung: 深圳证券交易所) là một sở giao dịch chứng khoán là một sàn giao dịch chứng khoán có trụ sở tại thành phố Thâm Quyến, Trung Quốc. Đây là một trong hai sàn giao dịch hoạt động độc lập tại Cộng hòa Nhân dân Trung Hoa, một thị trường chứng khoán Thượng Hải lớn hơn. Nó nằm ở quận Phúc Điền của Thâm Quyến. Với vốn hóa thị trường của các công ty niêm yết khoảng 2285 tỷ đô la Mỹ trong năm 2015, đây là thị trường chứng khoán lớn thứ 8 trên thế giới và đứng thứ 4 ở Đông Á và châu Á. 

## Các công ty nhà nước
Nhiều công ty trong thị trường này là các công ty con của các công ty mà chính phủ Trung Quốc duy trì quyền kiểm soát.

## Giờ giao dịch
Sàn giao dịch có các phiên giao dịch trước thị trường từ 09:15 sáng đến 09:25 sáng và các phiên giao dịch bình thường từ 09:30 đến 11:30 và 13:00 đến 15:00 theo giờ chuẩn Trung Quốc (UTC + 08:00) vào tất cả các ngày của tuần trừ thứ bảy, chủ nhật và ngày lễ được tuyên bố bởi trao đổi trước.

## ChiNext
Phiên giao dịch đã mở bảng ChiNext (tiếng Trung: 创业板),
một dạng giao dịch kiểu NASDAQ cho các start-up phát triển cao, công nghệ cao, vào ngày 23 tháng 10 năm 2009.

## Dữ liệu thị trường
(Tính đến tháng 6 năm 2015)
- Số công ty niêm yết: 1700
- Vốn hóa thị trường: RMB 3 521 745,3 triệu (514,7 tỷ USD)

## Tòa nhà
Tòa nhà Chứng khoán Thâm Quyến là một tòa nhà chọc trời với chiều cao 245,8 mét (806 ft) và 49 tầng. Việc xây dựng bắt đầu vào năm 2008 và được hoàn thành vào năm 2013. Tòa nhà được thiết kế bởi công ty Rem Koolhaas, Văn phòng Kiến trúc Đô thị. Tòa nhà tọa lạc tại 2012 đại lộ Shennan., quận Phúc Điền. [3] Với diện tích 200.000 mét vuông, năm thang máy tốc độ cao và thiết kế tương lai, các đối tác liên quan đến việc thiết kế và xây dựng giàn xà cừ này bao gồm Rem Koolhaas, David Gianotten, Ellen van Loon và Shohei Shigematsu  và xây dựng bởi Công ty TNHH Xây dựng thứ hai của Trung Quốc Cơ quan Kỹ thuật Xây dựng thứ ba, một công ty con của Tổng công ty Xây dựng Kỹ thuật Xây dựng Trung Quốc.